# Таємниця світу
Mysterium Cosmographicum (Таємниця світу) — книга німецького астронома Йоганна Кеплера, видана 1596 року в Тюбінгені (друге видання — 1621 рік).
Ця книга — перша опублікована праця Кеплера, в якій він розвиває геліоцентричну систему світу Коперника, описуючи модель світу з позицій сакральної геометрії, за допомогою системи платонових тіл. Кеплер припустив, що співвідношення розмірів орбіт шести планет Сонячної системи, відомих на той час, описуються системою вписаних один в одного правильних багатогранників. У схемі Кеплера кожен правильний багатогранник має вписану (внутрішню) сферу, що дотикається до центрів кожної грані, й описану (зовнішню) сферу, що проходить через усі вершини, причому центр у цих сфер спільний, і в ньому розташоване Сонце. При цьому у сферу орбіти Сатурна вписано куб, в куб уписано сферу Юпітера, в яку, в свою чергу, вписано тетраедр, і далі один в оден послідовно вписано сферу Марса — додекаедр, сферу Землі — ікосаедр, сферу Венери — октаедр і сферу Меркурія. Збіг розмірів орбіт планет з цією моделлю Кеплера був не зовсім точним, особливо багато клопоту спричинила Кеплеру сфера Меркурія, яку врешті-решт довелося вписати в октаедр так, щоб вона дотикалася не до граней, а до середин ребер останнього. Розбіжності між теорією і емпіричними даними Кеплер спочатку пояснював тим, що реальні планетні сфери мають деяку «товщину». Разом з тим, він не полишав спроб побудови точнішої моделі світобудови, що й привело до відкриття законів руху планет.
1981 року з'явився переклад книги англійською мовою з паралельним оригінальним текстом і передмовою відомого історика науки Бернарда Коена.

## Теологічні та філософські основи праці
Кеплер був переконаним прихильником геліоцентричної системи світу, причому впевненість ґрунтувалася на його релігійних уявленнях: Всесвіт втілював образ Бога, при цьому Сонце відповідало Богу-Отцю, сфера зірок — Богу-Сину та проміжний простір — Святому Духові. Книга Кеплера являє собою спробу «зістикувати» ідею геліоцентризму з біблійними текстами.
За підтримки свого наставника, професора Тюбінгенського університету Міхаеля Местліна, Кеплер отримав дозвіл від сенату університету опублікувати свою працю, з відповідним екзегетичним коментарем і доданням простого і зрозумілого опису системи Коперника, а також нових ідей самого Кеплера. Книгу видано наприкінці 1596 року, після чого Кеплер почав розсилати примірники книги відомим астрономам того часу, а також впливовим людям, що створило йому репутацію висококваліфікованого астронома.
Після подальших відкриттів Кеплера ця праця втратила своє первісне значення (зокрема, орбіти планет виявилися не коловими); проте, в наявність прихованої математичної гармонії Всесвіту Кеплер вірив до кінця життя і 1621 року перевидав «Таємницю світу», внісши до неї численні зміни і доповнення, накопичені за 25 років спостережень.

## Неоплатонізм
Mysterium Cosmographicum була важливим кроком у розвитку концепції геліоцентричної системи світу, викладеної Миколою Коперником у його праці «Про обертання небесних сфер». Коперник у своїй праці ще вдавався до апарату, використовуваного Птолемеєм для опису геоцентричної системи світу (зокрема, системи епіциклів і деферентів), щоб пояснити зміну орбітальної швидкості планет, а також продовжував використовувати як точку відліку центр земної орбіти, а не Сонце. За оцінками істориків науки, сучасна астрономія багато чим завдячує Mysterium Cosmographicum, яка є першим кроком в очищенні системи Коперника від залишків теорії Птолемея. Коли йдеться про геометрію Всесвіту, Кеплер стоїть на позиціях неоплатонізму. Структуру світобудови, описувану через систему правильних багатогранників, Кеплер використовує як телеологічний аргумент. Кеплер постулює існування і необхідність Бога-Творця, як «дієвої першопричини».

## Реакція на працю в науковій спільноті
Серед відгуків на публікацію Mysterium Cosmographicum був відгук данського астронома Тихо Браге, який визнав, що підхід Кеплера цікавий, але вимагає верифікації, яку можна здійснити лише на основі спостережень Браге, виконаних за останні 30 років. Кеплер звернувся до Т. Браге на початку 1600 року з проханням надати йому ці дані спостережень, але той надав тільки дані спостережень Марса.

## В масовій культурі
Зображення Й.Кеплера з моделлю світу з Mysterium Cosmographicum розміщено на пам'ятній срібній монеті Австрії 2002 року номіналом 10 євро.